# Quisqualis pellegriniana
Quisqualis pellegriniana là một loài thực vật có hoa trong họ Trâm bầu. Loài này được (Exell) Exell miêu tả khoa học đầu tiên năm 1931.